# Julian Kern
Julian Kern, nascut el 28 de desembre de 1989 a Breisach, és un ciclista alemany, professional del 2010 al 2014.

## Biografia
El 2011, es va proclamar Campió d'Europa sub-23 en ruta.
L'agost de 2012, va signar un contracte per a les temporades 2013 i 2014 amb l'equip AG2R-La Mondiale. Va debutar amb el seu nou equip a principis del 2013 al Tour Down Under.
El 13 de novembre de 2014 va anunciar la seva retirada del ciclisme amb només 24 anys a causa de la falta d'ofertes per continuar competint.

## Palmarès
- 2011
  - Campió d'Europa en ruta sub-23
- 2012
  - Vencedor d'una etapa a la Fletxa del sud